# Trockenhänge bei Dollnstein
Koordinaten: 48° 52′ 43″ N, 11° 4′ 54″ O

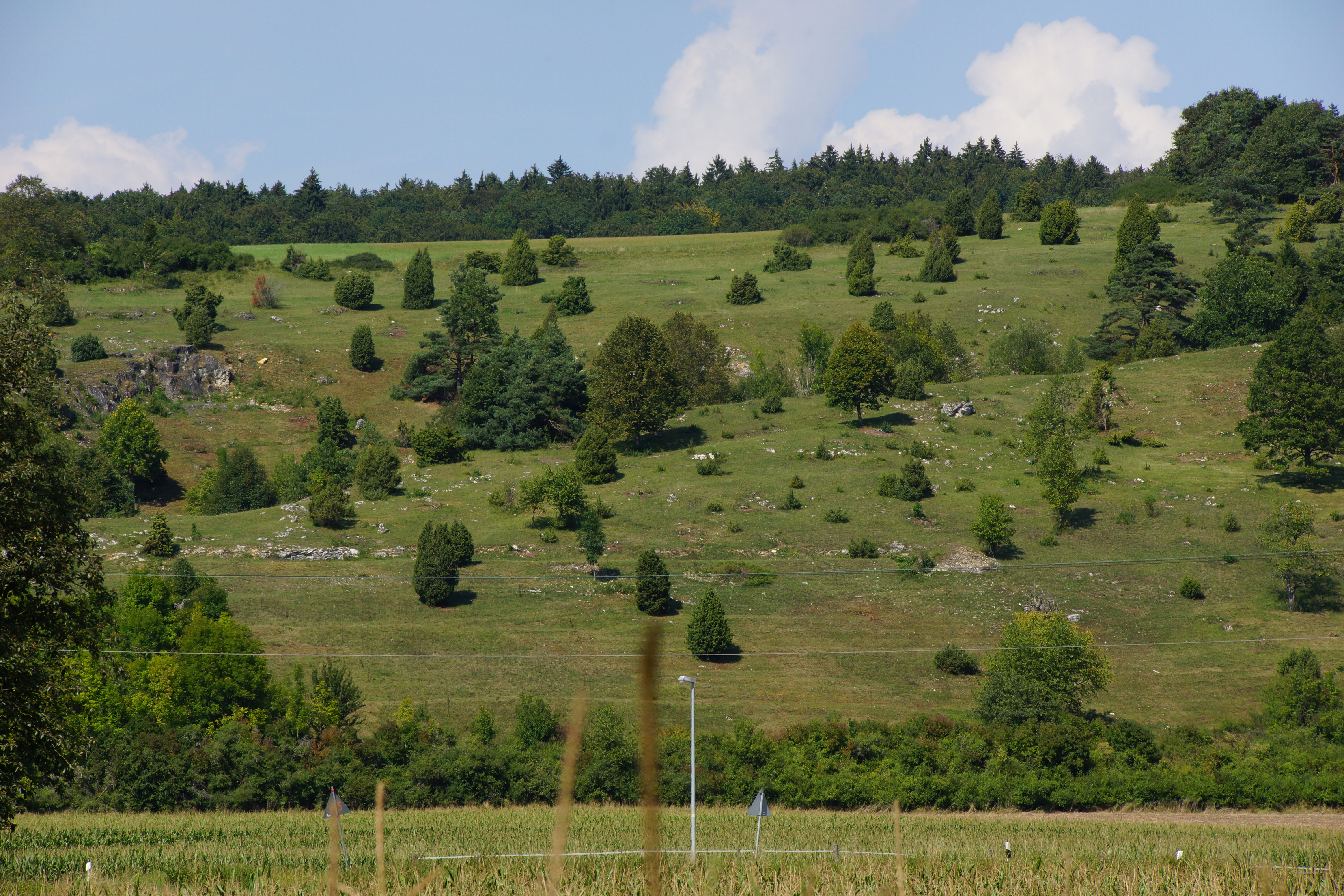
Naturschutzgebiet Trockenhänge bei Dollnstein (August 2013)

Das Naturschutzgebiet Trockenhänge bei Dollnstein liegt auf dem Gebiet des Marktes Dollnstein im Landkreis Eichstätt in Oberbayern.
Das 62,0 ha große Gebiet mit der Nr. NSG-00133.01, das im Jahr 1980 unter Naturschutz gestellt wurde, erstreckt sich nördlich des Kernortes Dollnstein. Unweit südlich fließt die Altmühl.
Die Vegetation besteht aus Halbtrockenrasen, Trockenrasen und Felsgrusfluren.